# 한채영 부티크
《한채영 부티크》는 KBSN의 여성전문채널인 KBSW을 통해 방송되는 뷰티관련 프로그램이다. 연예인 한채영이 '한채영 부티크'라는 화장품 샵 사장으로, 개그맨 홍현희가 샵 직원으로 출연하며 중국의 크리에이터(왕훙) 장역문, 고우나, 리웬웬이 이들과 함께 프로그램을 진행한다.
채영부티크는 KBS미디어가 기획한 미디어커머스 프로그램이다. 2019년 3월 8일 첫 방송을 앞두고 서울시 강남구 일지아트홀에서는 한채영, 홍현희, 장역문, 고우나, 리웬웬이 참석한 가운데 제작발표회가 열렸다.